# Jakob Samuel Wyttenbach
Jakob Samuel Wyttenbach (* 14. Oktober 1748 in Bern; † 22. Mai 1830 ebenda) war ein Schweizer protestantischer (reformierter) Theologe und Naturforscher.
Wyttenbach stammte aus einer angesehenen Berner Familie, besuchte dort die Lateinschule und ab 1763 die Berner Akademie, wo er 1768 die Philosophie-Prüfung ablegte, während er nebenbei als Hauslehrer arbeitete.  Nach dem anschließenden Theologiestudium, das er 1772 abschloss, studierte er mit einem Stipendium noch zwei Jahre in Lausanne. Dort knüpfte er auch durch Vermittlung des Universalgelehrten Albrecht von Haller Kontakte zu Naturwissenschaftlern. Insbesondere begannen in dieser Zeit seine Reisen in die Alpen mit dem Maler Caspar Wolf. 1775 wurde er Prediger am Bürgerspital in Bern, wo er Zeit zu Reisen durch die Alpen fand, über die er berichtete, eine Naturaliensammlung aufbaute und naturwissenschaftliche Werke übersetzte. So erschien 1776 seine Reisebeschreibung Merkwürdige Prospekte von den Schweizer-Gebürgen und derselben Beschreibung mit Stichen nach Gemälden von Caspar Wolf sowie einem Vorwort von Albrecht von Haller.
1781 wurde er Helfer und nach dem Tod seines Vorgängers 1783 Pfarrer an der Heiliggeistkirche in Bern. 1786 war er einer der Gründer der Berner Naturforschenden Gesellschaft und 1815 der Schweizer Naturforschenden Gesellschaft. Er war auch 1798 Mitgründer des Medizinischen Instituts in Bern, wo er Vorlesungen über Naturgeschichte hielt. Weiterhin war er Mitglied der physicalisch-öconomischen Gesellschaft zu Bern. 1816 gründete er die Berner Bibelgesellschaft, um eine Neuausgabe der Bibelübersetzung von Johannes Piscator herauszugeben.
In seiner Eigenschaft als Naturforscher war er auch Arzt und Apotheker. So behandelte er im Sommer 1802 in Bern den heftig erkrankten Heinrich von Kleist, der sich zu dieser Zeit auf der Aare-Insel bei Thun aufhielt.